# Asteroschema subfastosum
Asteroschema subfastosum är en ormstjärneart som beskrevs av Döderlein 1930. Asteroschema subfastosum ingår i släktet Asteroschema och familjen Asteroschematidae. Inga underarter finns listade i Catalogue of Life.